# Paulo de Melo Jorge Filho
Paulo de Melo Jorge Filho (Arneiroz, 1941 - Fortaleza, 2 de dezembro de 2004), também conhecido como Paulo Petrola, foi um educador, filósofo e reitor brasileiro.

## Biografia
Nascido em Arneiroz, no Sertão dos Inhamuns, o Professor Paulo graduou-se bacharel em Direito na Faculdade de Direito da Universidade Federal do Ceará em 1970, em seguida, fez licenciatura em Filosofia, pelo Instituto Católico de Paris, na França, entre 1963 e 1965.
Retornando ao Brasil, fez Mestrado em Sociologia do Desenvolvimento na UFC em 1981; Livre Docência na UECE em 1992; Foi Reitor da Universidade Estadual do Ceará, de 1992 a 1996, além de membro do Conselho de Reitores das Universidades Brasileiras - "CRUB" e Secretário da Educação e Ação Social, da Prefeitura Municipal de Fortaleza - 2002 a 2004. Foi fundador e titular da Escola de Formação de Governantes.
O Professor Paulo Petrola faleceu vítima de um aneurisma da aorta. Ele passou mal durante a solenidade do programa Linguagem das Letras e dos Números, desenvolvido pela Secretaria da Ciência e Tecnologia (Secitece), no Centro de Convenções do Ceará após emocionado discurso que proferiu. Foi sepultado no Cemitério São João Batista, após ser velado na UECE.

## Homenagens
- Em Fortaleza, um Escola de Ensino Profissionalizante foi nomeada em homenagem ao professor.[15]
- O Centro Administrativo Superior da UECE foi nomeado em sua homenagem.[16]
- Em Tauá, foi inaugurada a Praça Paulo Petrola em homenagem ao professor.
- Em Arneiroz, a Biblioteca Pública Municipal Professor Paulo de Melo Jorge Filho homenageia o professor.[17][18]
- A Faculdade Vale do Salgado homenageia o Professor Petrola e seus ideais.[19][20]
- Recebeu da Câmara de Vereadores em 2003 o Título de Cidadão de Fortaleza,[21]
- Foi homenageado como Patrono da Cadeira 20 da Academia Cearense de Administração.[1]
- A Câmara Municipal de Fortaleza criou o Troféu Paulo Petrola de Educação.[22][23]